# Юбилей (бриллиант)
«Юбилей», или «Юбилейный» — алмаз массой 650,8 карат, найденный на руднике Ягерсфонтейн в 1895 г.; первоначальное название «Рейц» —  в честь Ф. У. Рейца, бывшего в то время президентом Оранжевой Республики. После огранки в 1897 году переименован в «Юбилей» в память об «алмазной годовщине» (шестидесятилетии) со дня  вступления на трон королевы Виктории.

## Описание
Первоначально представлял из себя октаэдр неправильной формы и массой 650,8 карата. Из него был получен безупречный бриллиант массой 245,35 карата, а из «отходов» — бриллиант-панделок массой 13,34 карата. Большой бриллиант, сменив несколько владельцев, был приобретён для вашингтонского Смитсоновского института и там выставлен на обозрение.